# ピメロドゥス科
ピメロドゥス科 Pimelodidae はナマズ目に属する淡水魚の科の一つ。

## 分類
分類体系は大幅な整理の中途にあるが、およそ30属に90種が記載されている。Hypophthalmus 属はかつて別科 (Hypophthalmidae) とされていた。
かつて亜科として含まれていたPseudopimelodinaeはプセウドピメロドゥス科 Pseudopimelodidae に、Rhamdiinaeはヘプタプテルス科 Heptapteridaeに分割されている。また、かつて本科に属したConorhynchos conirostris は現在では所属不明種とされている。分子系統解析では、これらの分類群が本科と併せてPimelodoideaという単系統群を構成することが示されている。
Merodontotus 属とGoslinia 属はBrachyplatystoma 属、Paulicea 属はZungaro 属のシノニムとされている。
ほとんどの属において、属レベルでの単系統性は確立されていない。各属間の関係については研究途上にあるが、以下のようなグループに分けられている。
- Steindachneridion
- Leiarius
- Perrunichthys
- Phractocephalus - レッドテールキャットフィッシュ
- neopimelodines
  - sorubimines
    - Platynematichthys
    - Brachyplatystoma - ゼブラ・キャット、ピライーバ
    - Hypophthalmus
    - Hemisorubim
    - Platysilurus
    - Platystomatichthys
    - Pseudoplatystoma - タイガーショベルノーズキャットフィッシュ
    - Sorubimichthys
    - Sorubim - ショベルノーズキャットフィッシュ
    - Zungaro - ジャウー
    - Zungaropsis

  - Pimelabditus
  - calophysines
    - Pimelodina
    - Calophysus
    - Luciopimelodus
    - Pinirampus
    - Aguarunichthys
    - Cheirocerus
    - Megalonema

  - pimelodines
    - Bagropsis
    - Bergiaria
    - Iheringichthys
    - Parapimelodus
    - Pimelodus
    - Duopalatinus
    - Exallodontus
    - Propimelodus

## 形態・生態
非常に大型になる種を含み、ピライーバ Brachyplatystoma filamentosum は最大で3メートルに達する。3対の触鬚を持ち、上顎の触鬚は体と同程度の長さに達する。他のナマズ類と同様に鱗はない。脂鰭はよく発達する。
多くの種は成長につれて体色や体形が大きく変化する。Brachyplatystoma属の幼魚は遊泳性で、触鬚と鰭条が非常に長く伸び、胸鰭の棘に装飾的な構造を持つ。Pseudoplatystoma属、Sorubim属、Sorubimichthys属などの他の大型ピメロドゥス科魚類では、幼魚は岸に近い植生の多い場所に生息し、保護色となる体色や大きな尾鰭と胸鰭を持つなどの特徴を有する。
中南米に分布する。濾過摂食を行う遊泳性の種も存在するが、多くは底生魚である。親が稚魚を世話することはない。